# Albuneidae
Famille
Les Albuneidae sont une famille de crustacés décapodes de l'infra-ordre des Anomura. 

## Liste des sous-familles et genres
Selon World Register of Marine Species (15 février 2016) :
- sous-famille Albuneinae Stimpson, 1858
  - genre Albunea Weber, 1795
  - genre Italialbunea Boyko, 2002 †
  - genre Paralbunea Serène, 1977
  - genre Stemonopa Efford & Haig, 1968
- sous-famille Lepidopinae Boyko, 2002
  - genre Austrolepidopa Efford & Haig, 1968
  - genre Lepidopa Stimpson, 1858
  - genre Leucolepidopa Efford, 1969
  - genre Paraleucolepidopa Calado, 1996
  - genre Praealbunea Fraaije, 2002 †
- incertae sedis
  - genre Harryhausenia Boyko, 2004 †
  - genre Skallamia Goedert & Berglund, 2012 †
  - genre Squillalbunea Boyko, 2002
  - genre Zygopa Holthuis, 1961